# زیباترین
زیباترین (انگلیسی: The Most Beautiful) فیلم پروپاگاندای درام ژاپنی به نویسندگی و کارگردانی آکیرا کوروساوا است که در سال ۱۹۴۴ منتشر شد. از بازیگران آن می‌توان به تاکاشی شیمورا و تاکاکو ایریه اشاره کرد.
این فیلم در یک کارخانه اپتیک در طول جنگ جهانی دوم رخ می‌دهد.